# دراگیشا بینیچ
دراگیشا بینیچ (صربی: Dragiša Binić؛ زادهٔ ۲۰ اکتبر ۱۹۶۱) یک بازیکن فوتبال اهل یوگسلاوی است.

## باشگاهی
از باشگاه‌هایی که در آن بازی کرده‌است می‌توان به باشگاه فوتبال ستاره سرخ بلگراد، ناگویا گرامپوس، باشگاه فوتبال آپوئل، باشگاه فوتبال اسلاویا پراگ، باشگاه فوتبال لوانته، باشگاه فوتبال ستاره سرخ بلگراد، ساگان توسو اشاره کرد.

## تیم ملی
- تیم ملی فوتبال یوگسلاوی